# Thomas Arthur Browne
Thomas (Tom) Arthur Browne, född 1872 och död 1910 var en engelsk tecknare.
Browne nådde vidsträckt popularitet med sina humoristiska teckningar, ofta med motiv från holländskt och spanskt folkliv och från det moderna Amarika, vilka han årligen från 1901 utgav i Tom Browne's annual.